# Марш, Джефф
Джефф «Свомпи» Марш (англ. Jeff «Swampy» Marsh, 9 декабря 1960 года, Санта-Моника, Калифорния, США) — американский аниматор, писатель, режиссёр, продюсер и голос персонажей, связанный с несколькими анимированными телевизионными сериалами, в первую очередь в качестве исполнительного продюсера, и голос майора Монограмма для мультипликационного сериала Диснея «Финес и Ферб», который он создал совместно с Дэном Повенмайром. Марш родился в Санта-Монике, Калифорния, в сложной семье. Марш был и остаётся движущей силой нескольких анимационных проектов, созданных более шести сезонов в мультипликационном телесериале «Симпсоны». Марш продолжал работать и над другими анимационными телесериалами, включая «Царь горы» и «Новая жизнь Рокко», прежде чем переехать в Англию в 1996 году.
В Англии Марш работал над несколькими анимационными программами, включая «Почтальон Пэт» и «Bounty Hamster», и работал в BKN New Media Ltd. для создания нескольких художественных фильмов. После шести лет пребывания в Англии его давний партнёр Дэн Повенмайр попросил его помочь продюсировать мультсериал «Финес и Ферб» в 2007 году, поскольку они уже работали совместно над одним проектом, Марш согласился и вскоре вернулся в Соединённые Штаты. Мультсериал был дважды номинирован на премию «Эмми» за сочинённые песни. С 2015 года Марш и Повенмайр работали над новым проектом для Диснея под названием «Закон Мёрфи», премьера которого состоялась 3 октября 2016 года.

## Ранний период жизни
Джефф родился 9 декабря 1960 года в Санта-Монике, штат Калифорния. Был воспитан в большой семье, в которую входил его отчим Билл.
Марш активно проводил свои летние каникулы, выходил на улицу, копал траншеи и туннели, строил деревянные дома и строил форты. Он и его семья были увлечены некоторой музыкальной деятельностью, связанной с музыкальной группой, относящейся к Лесу Брауну, дедушке Марша. Поэтому в доме были различные музыкальные инструменты, и на протяжении многих лет Марш научился играть на банджо, тромбоне, трубе и гитаре. Как вспоминает Марш, он «пел в поддельные микрофоны и создавал полные рок-группы с [его] друзьями и семьёй».
Как в средней школе, так и в колледже, Марш занимался архитектурным черчением, а также принимал участие в нескольких театральных постановках, каждая из которых помогала ему понять этапы их создания.

## Карьера

### Ранняя карьера
Будучи взрослым, Марш стал вице-президентом по продажам и маркетингу компьютерной компании. Однажды он «испугался» и решил уйти. Его друг помог ему собрать портфель и пойти в анимационный бизнес. В конце концов он оказался в анимационном сериале «Симпсоны» в качестве фонового художника в 1990 году. Марш работал над сериями более шести сезонов и трёх эпизодов, которые он помог продюсировать. Для этого он использовал несколько книг об искусстве, архитектуре и художественном оформлении, которые он хранил в своей домашней библиотеке. Его стол в кабинете был напротив другого макетного художника Дэна Повенмайра; оба связаны друг с другом по вкусу в юморе и музыке, и поэтому быстро создали дружбу.
С 1993 года Марш работал писателем и режиссёром в мультсериале «Новая жизнь Рокко» — первый в своём роде мультипликационный фильм «в доме» — в течение четырёх сезонов. Он снова обнаружил, что работает вместе с Повенмайром, на этот раз в качестве пишущего партнёра. Пара развила своеобразный стиль, в том числе в своих историях — характерные музыкальные номера и сцены преследования. Вместе они выиграли награду за достижения в области окружающей среды за эпизод 1996 года в Rocko, который они написали.
В 1996 году Повенмайр и Марш задумали создать мультсериал «Финес и Ферб», основанный на их опыте детства, проводимого летом. Повенмайр прошёл несколько неудачных шагов, чтобы осуществить это. Тогда же Марш был нанят как один из первых исполнителей анимационной серии Fox Network «Царь горы» выступающий художником и дизайнером раскадровки.
Марш также принимал участие в аниме Yo-Kai Watch в английском открытии «Yo-Kai Watch feat. Swampy Marsh» с Дэнни Джейкобом.

### Переезд в Англию
После работы над Rocko в 1996 году Марш перебрался в Лондон, Англию, которую он считал «абсолютно фантастической». Марш провёл шесть лет в городе, работал над несколькими анимационными телевизионными постановками, которые включали «Почтальон Пэт» и «Bounty Hamster», наряду с другими проектами, выпущенными крупными компаниями BBC, ITV и Carlton TV. Он также выступал в роли крупного спонсора и продюсера нескольких британских художественных фильмов, работающих в компании BKN New Media Ltd.
Около 2005 года Повенмайр связался с Маршем, уведомив его, что компания Walt Disney проявила интерес к производству мультсериала Финес и Ферб, но хочет увидеть одиннадцатиминутный пилотный эпизод. Марш вылетел в Лос-Анджелес на два дня, где он разработал сюжетную схему для эпизода «Американские горки», а Повенмайр отправился во Францию, он рисовал раскадровки и рассказывал, как все это будет. Собравшись вместе, они отправились в Англию, где коснулись диалога и проверили, чтобы убедиться, что он вышел, как они это запланировали.

### Финес и Ферб
Марш вернулся в Соединённые Штаты, где Disney принял пилотный эпизод и заказал полный сезон на 26 эпизодов. Пара по-прежнему нуждалась в том, чтобы убедить зарубежных менеджеров Disney, чтобы пилотная серия тоже была выпущена, поэтому вместо обычного сценария они записали раскадровки для «Американских горок». Затем Повенмайр провёл время, перебирая пилотный эпизод своим голосом для каждого персонажа, наряду со звуковыми эффектами. Когда запись была отправлена руководителям, они согласились, и серия была официально выпущена на Disney Channel. Официальное вещание началось 1 февраля 2008 года, а названием мультфильма выбрали «Финес и Ферб».
Марш и Повенмайр хотели включить в шоу тот юмор, который они разработали в своей работе над «Новая жизнь Рокко». Они включали последовательность действий и, с поощрением Disney, показывали музыкальные номера в каждом эпизоде после «Flop Starz». Повенмайр описал эти песни как его «удар по бессмертию» Марша, но пара заработала две номинации на «Эмми» для финских и фербских песен. Третья номинация «Эмми» за эпизод «Монстр Финеаса-н-Фербенштейна» (2008), и выступил против «Губка Боб Квадратные Штаны», хотя ни один кандидат не получил награду в связи с неспецифической техникой.
Кроме того, что Марш является исполнительным продюсером и соавтором, он ещё озвучивает персонажа майора Френсиса Монограмма.
Джефф основывал своё выступление персонажа на радиовещательном журналисте и ведущем Уолтере Кронкайте.

## Личная жизнь
В настоящее время Марш живёт в городе Венеция, Калифорния, где он часто занимается сёрфингом. У него двое детей, которые родили ему четырёх внуков.